# Tricholaba
Tricholaba is een muggengeslacht uit de familie van de galmuggen (Cecidomyiidae).

## Soorten
- T. similis Rübsaamen, 1917
- T. trifolii

Gele klaverpeulgalmug Rübsaamen, 1917
- T. viciarum Stelter, 1963
- T. viciobia Buhr, 1965